# Ehrentraud Bayer
Ehrentraud Bayer (* 16. August 1953 in München) ist eine deutsche Botanikerin.
Bayer wurde 1986 an der Universität München promoviert. In ihrer Dissertation beschäftigte sie sich mit der Gattung Alstroemeria in Chile.
Sie ist Vizedirektorin des Botanischen Gartens München-Nymphenburg. Bayer war Kuratorin für Nahrungspflanzen, Südkulturen und Kalthauspflanzen. Sie ist Leiterin der Öffentlichkeitsarbeit des Botanischen Gartens München-Nymphenburg und war Privatdozentin an der Fakultät für Biologie der LMU München. Sie arbeitete an der Biosystematik der Alstroemeriaceae. Auch war sie Hauptkonservatorin des Botanischen Gartens in München-Nymphenburg.